# 2031
سنة 2031 م هي سنة بسيطة تبدأ يوم الأربعاء حسب التقويم الغريغوري.